# Алтайці

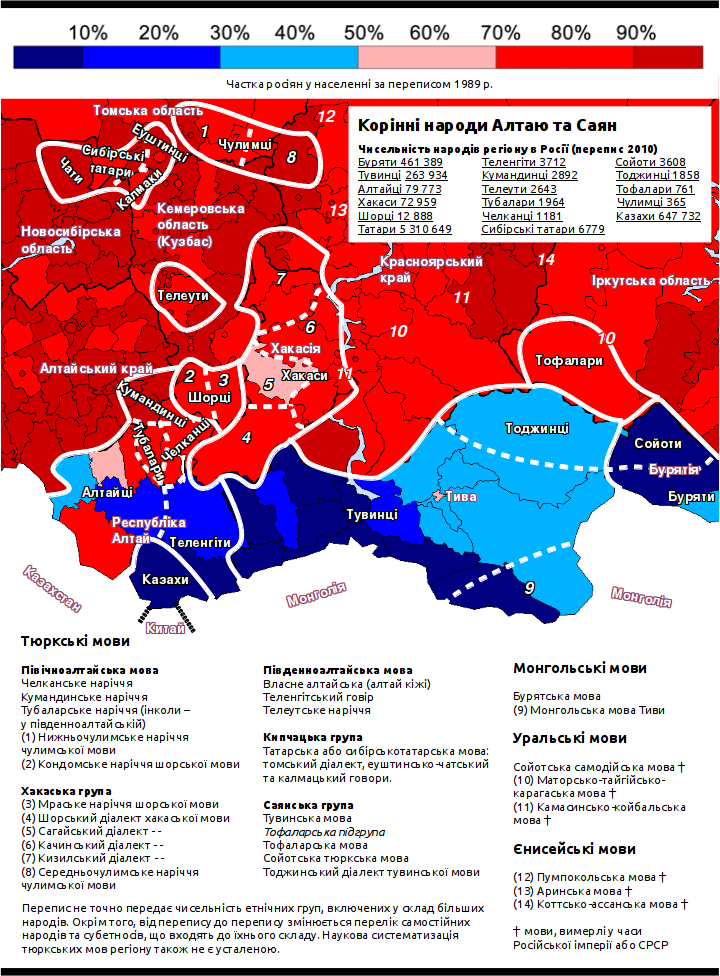
Розселення алтайців

Алта́йці (самоназва: південноалт. Алтайлар, Алтай-кижі) —  тюркомовна народність, яка в радянську епоху сформувалася з окремих алтайських племен.  Проживають головним чином в Алтайській республіці, корінне населення Алтайської республіки та Алтайського краю. 
Чисельність у Росії 67,3 тис. чол. (62,2 тис. алтайців у республіці Алтай, 1,9 тис. — в Алтайському краї), 689 алтайців у Казахстані, 191 — в Узбекистані, 81 — в Україні .
Алтайці поділяються на дві групи: північні алтайці — тубалари, челканці, кумандинці; південні алтайці — власне алтайці, або алтай-кижі, теленгіти.
У радянський період до алтайців відносили телеутів (до південних алтайців) і шорців (до північних алтайців).

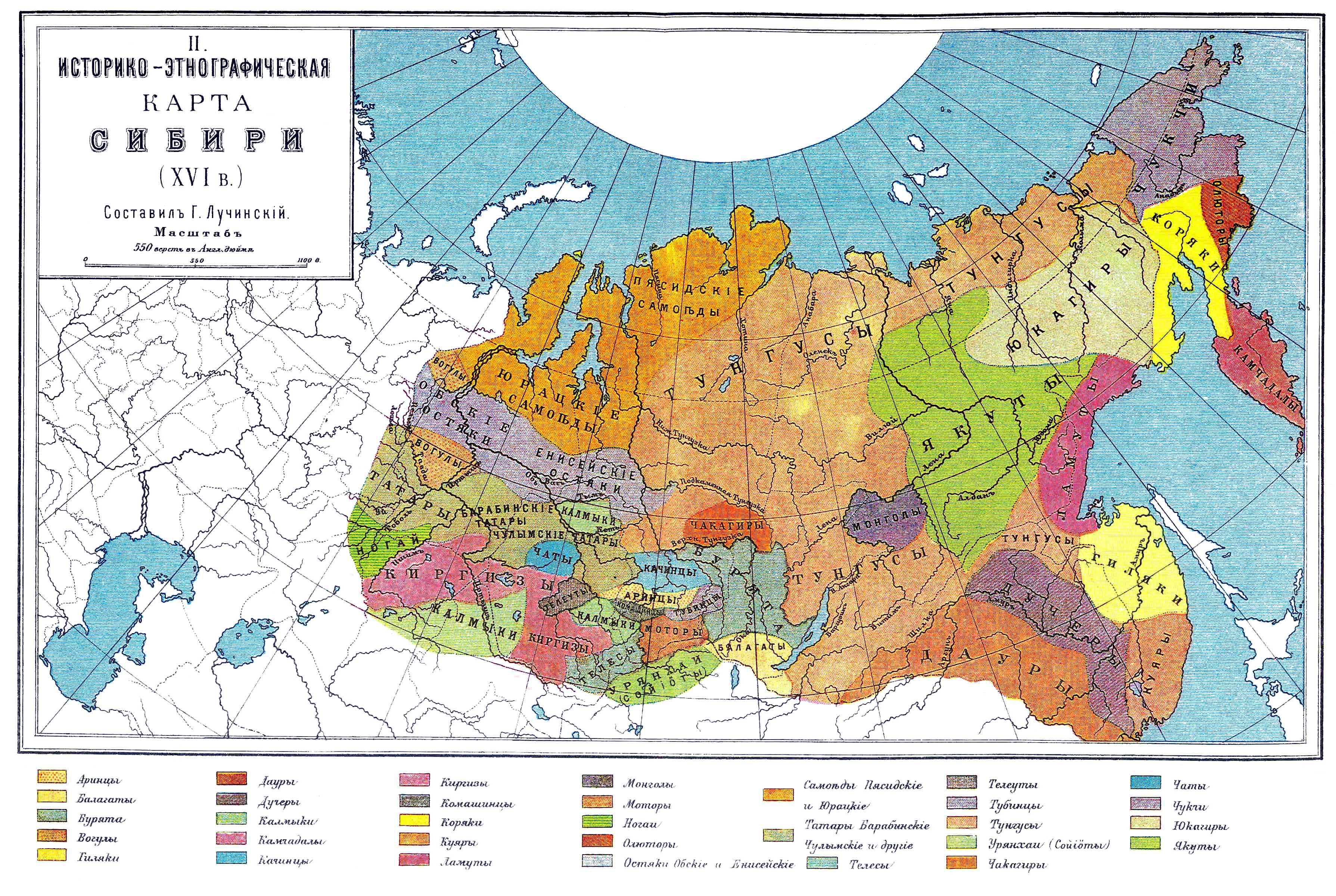
Земля алтайців (телеси, командинці) у 16 сторіччі до приєднання Сибіру до Російської держави

Релігія алтайців в минулому — шаманство та бурханізм. Для жителів Алтаю були характерні два типи — кочовий, скотарський (повстяні юрти) і осілий, напівкочовий (землянка, курінь з кори).
За роки радянської влади в господарстві і культурі Алтаю відбулися корінні зміни. Вони працювали в колгоспах, радгоспах, і займалися мисливством.

## Культура, традиції та свята народів Алтаю
Сьогодні Алтай належить до тих регіонів, в яких ще можна побачити усе різнобарв'я традиційної культури корінного народу. Прояв священності світу в наші дні можна спостерігати у відношенні алтайців до матеріальних предметів, у шлюбних традиціях, поведінці і моральних аспектах життя алтайців. Це призвело до деяких заборон в традиціях, поведінці, звичаях. Порушення такого табу призводить до покарання. Згідно з законами космосу організується і територія житла. Алтайський «аіл» точно розмежований на праву жіночу і ліву чоловічу половину. Алтайці дуже гостинні. Особливе місце належить шляхетному гостю, жінкам, дітям і молоді. За звичаєм з покоління в покоління передаються основні канони поведінки в побутових моментах, правила зустрічі гостей, підтримання родинних зв'язків. Наприклад, як подати чай в піалі дорогому гостю, запропонувати курильний прилад. Є звичай радо приймати гостей, підносити йому квашене молоко, запрошувати до чаювання. Центром є вогнище. До вогню алтайці ставляться з пошаною і здійснюють його постійне «годування». Окроплюють його молоком, кладуть шматочки м'яса, цукерок і т. д. Не можна переступати через вогонь, плювати в нього і кидати в нього сміття. При народженні немовляти забивається молодий баранчик, теля чи вівця. За особливими принципами відбувається одруження. Молоді виливають у багаття жир, закидають трохи чаю, говорять вогню добрі слова. На стороні нареченого святкують перший весільний день, на стороні нареченої святкують другий. Главою сім'ї вважався батько, який виховує синів, навчає їх працювати з худобою, виконувати важку роботу по господарству, вчить мисливства. З малолітства батько дає коня, а дівчинці жіноче взуття великих розмірів, що б вона виросла великою як богиня Амаспе. Кінь не тільки засіб пересування, але і улюбленець сім'ї, помічник в роботі, друг господаря. За правилами молодший син зобов'язаний жити зі своїми батьками і поховати їх. Дівчатка навчаються роботи по домашньому господарству, готувати їжу, шити, штопати, в'язати. Осягають ази духовно-ритуальної культури.

### Чага-Байрам або новий рік по-Алтайськи
Одне із давніх свят алтайського народу. Одна з основних ідей — дружба і єднання народів, збереження і зміцнення традицій, родових і родинних зв'язків. Свято відзначається в кінці січня або на початку лютого, згідно з місячним календарем. Сучасний Чага-Байрам це дійство, на якому раді бачити всіх — і алтайців, і росіян, і казахів. Уряд Республіки Алтай, і алтайський народ роблять все для створення атмосфери істинно народного гуляння. На Чага-Байрам запрошують гостей з регіонів Росії і закордону. Святкування Чага-Байрама — це захоплива подорож в історію і культуру алтайців — давнього і самобутнього народу Гірського Алтаю.

### Ел-Ойін
Національне алтайське спортивне свято, за участю всіх алтайських народів і фольклорних груп. В ході свята проводяться: театралізована вистава, виступ сказателів епосу і майстрів горлового співу, конкурс-огляд національних стилізованих костюмів, конкурс дитячої та юнацької творчості «Тан Чолмон», виставка-ярмарок «Місто майстрів», конкурс аілов (юрт), конкурс гри на національних музичних інструментах, гумористичний конкурс «Тастаракай», конкурс народної пісні, виставка «Мисливські трофеї», виступ гостей свята, концерт майстрів мистецтв. Спортивні змагання: силачі підіймають камені на пні. У каменя немає зручної ручки. Зазвичай для змагання беруться камені вагою 80, 90,100, 120 кілограмів і підіймаються на висоту 110 см. Дається три спроби. Останній раз спортсмен з Кош Агач підняв камінь вагою 140 кг.

## Сказання

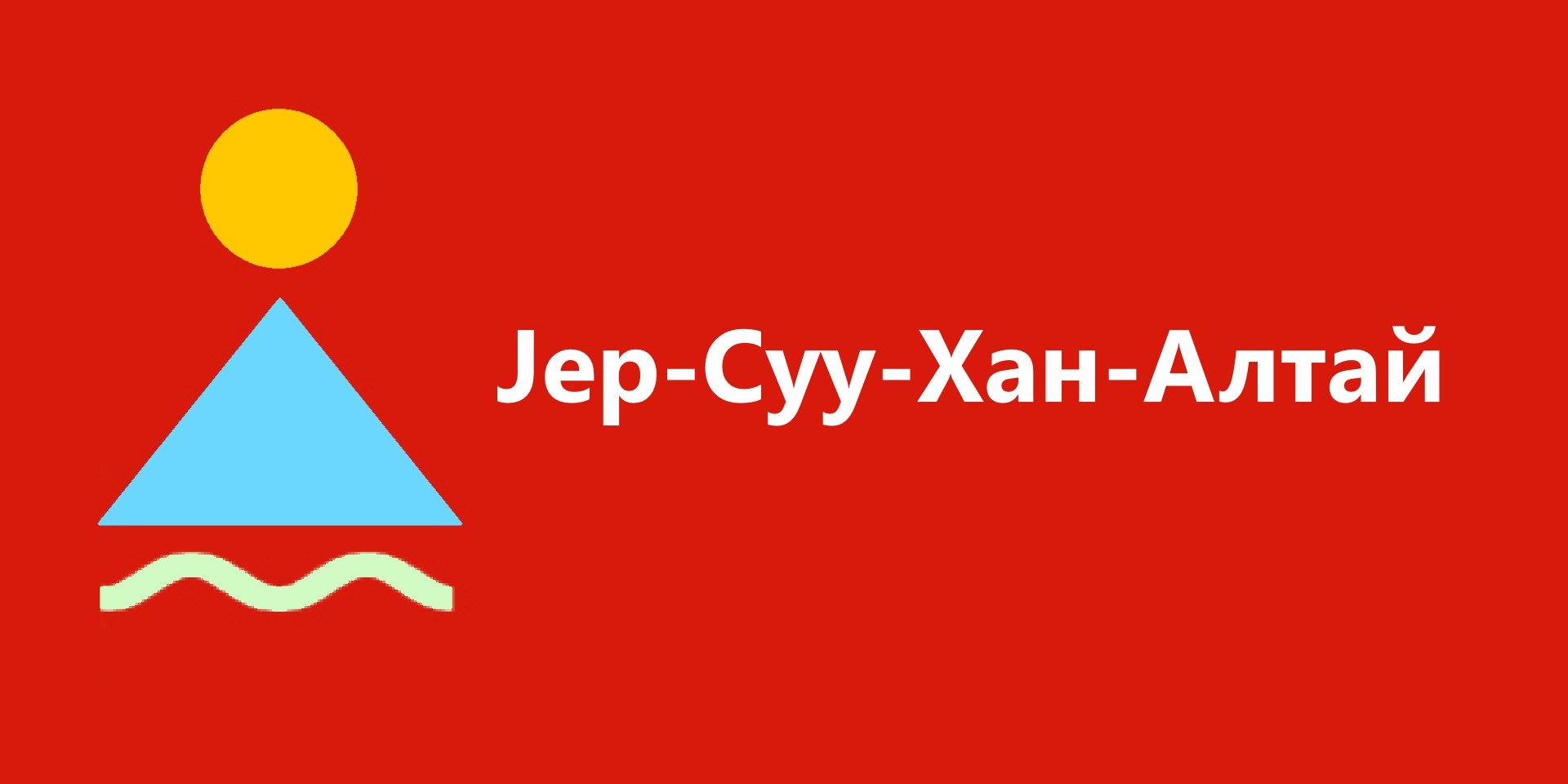
Прапор алтайців у 1917-20 рр.

Алтай — одне з небагатьох місць на планеті, де ще живий найдавніший жанр усної народної творчості — сказання. Виконавці (Кайчі) співають горловим співом, воно супроводжується грою на топшурі (Топшур — алтайський щипковий музичний інструмент з 2 волосяними струнами). Найдовші тривають по кілька днів. Граючи на музичному інструменті Кайчі озвучує спів птахів, тупіт копит, брязкіт ударів шабель. Кайчі дотримуються деяких табу, наприклад: Кай потрібно співати слово в слово, переставляти сцени місцями не можна. Нині опубліковано близько 60% героїчних сказань алтайського народу, решта зберігається в рукописах фольклористів та усних переказах.